# 士瓦本的瑪麗亞
士瓦本的瑪麗亞，又稱斯陶芬的瑪麗亞（德語：Maria von Staufen，1201年—1235年3月29日），德意志國王士瓦本的菲利普第二個女兒，母親是拜占庭公主伊蓮·安格麗娜。

## 家庭
1215年，瑪麗亞和布拉班特的亨利二世結婚，兩人共有1子3女：
1. 瑪蒂爾達（英语：Matilda of Brabant, Countess of Artois）（1224年—1288年）
2. 碧翠絲（英语：Beatrice of Brabant）（1225年—1288年）
3. 瑪麗亞（英语：Maria of Brabant, Duchess of Bavaria）（1226年—1256年）
4. 亨利三世（1230年—1261年）